# Томіслав Толушич
Томіслав Толушич (хорв. Tomislav Tolušić; нар. 12 лютого 1979, Вировитиця) — хорватський політик, урядовець, міністр регіонального розвитку і фондів ЄС в уряді Тихомира Орешковича та міністр сільського господарства в уряді Андрея Пленковича.

## Життєпис
1997 року вступив у Хорватський демократичний союз. У 2003 році закінчив юридичний факультет Загребського університету. Проходив професійне стажування, зокрема в Раді Європи і Європейському парламенті. У 2004-2008 роках працював у міській адміністрації Вировитиці. З 2010 року здобуває післядипломну освіту на факультеті політичних наук Загребського університету за напрямом «Місцева демократія і розвиток».
У 2008 році обійняв посаду жупана Вировитицько-Подравської жупанії. Переобирався на цю посаду в ході прямих виборів у 2009 і 2013 роках. За час його повноважень його жупанія виявилася серед адміністративно-територіальних одиниць, які найбільш активно використовують європейські фонди. На виборах у 2015 році Толушича було обрано в хорватський парламент.
У січні 2016 року ХДС висунула кандидатуру Толушича на посаду міністра регіонального розвитку та управління європейськими фондами в уряді Тихомира Орешковича. На позачергових виборах в тому ж році успішно переобирається у парламент. У жовтні 2016 року у новоутвореному уряді Андрея Пленковича Толушич очолив Міністерство сільського господарства.
Володіє англійською мовою.